# 西漢年紀
『西漢年紀』（せいかんねんき）は、南宋の嘉定14年（1221年）に王益之によって編纂された前漢1代の編年体の歴史書。全30巻。
前漢の高祖元年（紀元前206年）から平帝の元始5年（紀元後5年）にかけての歴史を『史記』・『漢書』の記事を中心に編年体で記述して両書の異同を明らかにし、更に『資治通鑑』漢紀の記事の誤りも指摘している。そのために、『楚漢春秋』・『塩鉄論』・『説苑』なども参照し、それらから得られた異同の考証については、本編とは別に「考異」10巻として記されていたが、現行の版では『資治通鑑』の胡三省の注を真似て本編の下に対照となる「考異」の記述が記載されており、独立した巻の形では現存していない。更に別に「塩論」と呼ばれる巻があったとされるが現存していない。
南宋代に刊行されたものは散逸しており、明代に『永楽大典』に採録されたもの及びその後清代に胡鳳丹が『永楽大典』から抜き出して『金華叢書』に収めたものなどが知られている。